# Lingua latina
Il latino è una lingua italica (un ramo delle lingue indoeuropee) appartenente al gruppo delle lingue latino-falische. Veniva parlata nel Lazio (Lătĭvm in latino) già agli inizi del I millennio a.C.; oggi rimane la lingua ufficiale soltanto di uno stato nel mondo: la Città del Vaticano. È anche usata in molte liturgie cristiano-cattoliche.

## Storia

### Origini ed età arcaica

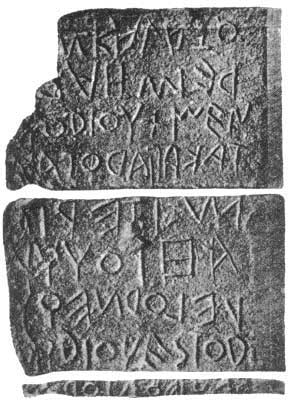
Iscrizione in latino arcaico sul Lapis niger (letteralmente Pietra nera)

La prima forma del latino, detta latino arcaico, è attestata dal primo millennio fino al III secolo a.C.. Di questa fase rimangono tuttavia solo tracce in alcune citazioni degli autori e in iscrizioni, che, insieme alla comparazione con altre lingue affini, ne consentono una ricostruzione assai parziale. Secondo Sesto Pompeo Festo, un noto lessicografo e grammatico romano del II sec. d.C., il latino, nel senso di "lingua laziale" primigenia, era un idioma ai suoi tempi ormai quasi del tutto scomparso:
(Sesto Pompeo Festo, De verborum significatione, parte I, p. 84. Budapest, 1889.)
Restano solo frammenti dei testi letterari più antichi, quelli di Livio Andronico, Nevio ed Ennio, tutti risalenti al III secolo a.C. e databili circa cinque secoli dopo la mitologica fondazione di Roma (secondo Varrone avvenuta nel 753 a.C.). L'unica eccezione sono le commedie di Plauto, che costituiscono dunque la principale fonte per lo studio della lingua arcaica.
Dal II secolo a.C. la letteratura latina si sviluppò e, con l'opera di Marco Porcio Catone, nacque una prosa letteraria latina. La lingua era contraddistinta principalmente per una certa rudezza e mancanza di influssi dialettali. Pertanto l'uso del termine "latino arcaico" è esteso fino a considerare tale la lingua latina precedente al 75 a.C. circa.

### Latino classico
Fu nel I secolo a.C., con l'estensione della cittadinanza romana agli Italici e i cambiamenti sociali che ne derivarono, che a Roma sorse la preoccupazione per la purezza della lingua. Anche sotto la spinta della speculazione linguistica greca, si avviò un processo di regolarizzazione della lingua. In questi tempi fiorirono letterati come Cicerone, che fu oratore e filosofo, oltre che politico (fu console nel 63 a.C., l'anno della congiura di Catilina); o come Catullo e i poetae novi, che rivoluzionarono la lingua poetica. La scrittura non era ignota neppure a condottieri come Cesare, che fu ammirato per il suo stile terso. Di Cesare, infatti, ci restano due opere ancora studiate e apprezzate: La guerra gallica (Commentarii de bello Gallico) e La guerra civile (Commentarii de bello civili).
I tempi erano ormai maturi perché la letteratura latina sfidasse quella greca, che allora veniva considerata insuperabile. Nella generazione successiva, sotto il principato di Augusto, fiorirono i maggiori poeti di Roma; Orazio, che primeggiò nella satira e nella lirica, emulava i lirici come Pindaro e Alceo; Virgilio, che si distinse nel genere bucolico, nella poesia didascalica e nell'epica, rivaleggiava con Teocrito, Esiodo e addirittura Omero; e poi ancora Ovidio, maestro del metro elegiaco, e Tito Livio nella storiografia.
Il periodo classico della lingua latina è ben conosciuto: il latino a differenza degli idiomi continuatori è tendenzialmente, ma non strettamente, una lingua di tipo SOV (soggetto-oggetto-verbo), con cinque declinazioni e quattro coniugazioni verbali. La declinazione dei nomi ha sei casi, tre diretti (nominativo, accusativo, vocativo) e tre obliqui (genitivo, dativo, ablativo). Rispetto all'indoeuropeo ha perso il locativo (assorbito dall'ablativo) ma ne rimane tuttavia qualche sparuto relitto cristallizzato. Da notare che, nonostante l'opinione diffusa a livello scolastico, il genitivo non ha nulla a che vedere con il locativo e lo strumentale (anch'esso assorbito dall'ablativo). Anche il modo verbale ottativo si perse (fu assorbito dal congiuntivo) e così pure la diatesi media (sopravvissuta parzialmente in quei verbi detti deponenti) e il duale (di cui restano solo minime tracce). Inoltre, nel latino il concetto d'aspetto non aveva grande importanza: sia l'aoristo che il perfetto indoeuropei si fusero in un unico tempo, chiamato dai grammatici latini perfectum (letteralmente "compiuto", "concluso"). Invece venne conservato l'originario sistema di tre generi: maschile, femminile e neutro.

### Il latino imperiale e tardo
Il latino divenne importante come lingua ufficiale dell'Impero romano, usato come lingua franca in particolare nella sua parte occidentale. In quella orientale, tale idioma realizzò notevoli mutamenti fra il I e il IV secolo nella penisola balcanica (in Dacia, ricostituitasi come provincia nella seconda metà del III secolo a sud del Danubio, in Mesia, e persino in Macedonia settentrionale, dove nasceranno nel V secolo due imperatori bizantini di madrelingua latina) e in alcune zone d'Asia (fra cui Berytus, sede di una delle più prestigiose scuole di diritto del mondo romano, Eliopoli e le sei colonie italiche di Pisidia). Tuttavia non riuscì a scalzare la κοινὴ διάλεκτος koinè diàlektos come lingua di cultura e d'uso nel Mediterraneo orientale, neppure a Costantinopoli, città nella quale il latino, piuttosto diffuso soprattutto fra le classi più elevate fino al 450 circa, andò sempre più retrocedendo davanti al greco che divenne, nel terzo decennio del VII secolo, la lingua ufficiale dell'Impero romano d'Oriente, o Impero bizantino, che perdurerà fino al 1453.
Anche in epoca imperiale si ebbero scrittori importanti: tra tutti si possono ricordare Seneca, Lucano, Petronio, Quintiliano, Stazio, Giovenale, Svetonio, Tacito. Al di là delle differenze stilistiche, questi autori, vissuti tra il I e il II secolo, mantennero per lo più invariata la lingua letteraria classica.
Il secondo secolo dopo la nascita di Cristo rappresentò un'epoca di grandi avvenimenti e trasformazioni in senso linguistico: da un lato nacque una moda culturale letteraria che, scavalcando gli ormai classici augustei, guardava alla latinità arcaica; e dall'altro, con autori come Apuleio, cominciò ad acquistare sempre più importanza il latino volgare, la lingua parlata che diventerà la base delle odierne lingue derivate dal latino, appunto lingue neolatine. Nel Tardo Impero, accanto ad autori più legati alla tradizione classica, come Ausonio e Claudiano, emersero le grandi figure dei Padri della Chiesa come Tertulliano, Ambrogio, Girolamo e, soprattutto, Agostino d'Ippona. Nel IV secolo visse anche uno dei massimi storici latini (ma di origine greco-siriana): Ammiano Marcellino.

### Il latino medievale e umanistico
Con la caduta dell'Impero romano, il latino venne usato per secoli come unica lingua scritta nei territori un tempo facenti parte dell'Impero. Nelle cancellerie dei re, nella curia romana, nella liturgia della Chiesa cattolica, nella produzione dei libri, l'unica lingua era il latino; ma era un latino sempre più influenzato dal linguaggio parlato. Infatti, in un periodo difficilissimo da stabilire tra il tardo impero e l'alto Medioevo, il latino volgare aveva incominciato a differenziarsi dando origine prima al protoromanzo e poi alle prime fasi delle attuali lingue romanze (fra cui anche l'italiano).
Una reazione si ebbe intorno all'800 con il Rinascimento carolingio, quando Carlo Magno riunì intorno a sé i maggiori dotti dell'epoca, come il longobardo Paolo Diacono e l'anglo Alcuino di York, cui diede il compito di riorganizzare la cultura e l'insegnamento nel territorio del suo impero. La cosciente operazione di recupero, restituendo la correttezza al latino, ne sancì però definitivamente la natura di lingua artificiale, e la separazione dalla lingua parlata. Non è un caso che immediatamente dopo, per la prima volta, fu scritta consapevolmente una lingua romanza, ormai individuata come entità diversa dal latino: il francese antico del giuramento di Strasburgo, dell'842.
Dopo il Mille, nacquero le università medievali e l'insegnamento, per persone che giungevano da tutta l'Europa (i clerici vagantes), era rigorosamente in latino: un latino che, come è normale per una lingua, si era evoluto rispetto ai tempi di Cicerone o di Orazio. I dotti delle università elaborarono un latino particolare, detto scolastico, adatto a esprimere i concetti astratti e ricchi di sfumature elaborati dalla filosofia dell'epoca, chiamata appunto scolastica.
Il latino non era dunque più la lingua di comunicazione che era stata nel mondo romano; nondimeno, era una lingua vitale, tutt'altro che statica. Col tempo, però, anche questo fu visto come una depravazione della gloriosa lingua della Roma classica. Nel XIV secolo in Italia sorse un movimento culturale che, parallelamente alla riscoperta e rivalutazione del mondo classico e pagano, favorì un rinnovato interesse per il latino antico: esso prende il nome di Umanesimo. Cominciato già col Petrarca, ebbe i suoi maggiori esponenti in Poggio Bracciolini, Lorenzo Valla, Marsilio Ficino e Coluccio Salutati. La lingua classica divenne oggetto di studi approfonditissimi che segnarono di fatto la nascita della disciplina chiamata filologia classica.
In età moderna, il latino fu ancora usato come lingua della filosofia e della scienza, sia in Italia che all'estero (Tommaso Moro, Erasmo da Rotterdam, Thomas Hobbes, Christophe de Longueil ecc.) e in latino scrissero anche i primi scienziati moderni come Copernico, Gauss e Newton (Galilei usò sia il latino sia l'italiano, a seconda del pubblico a cui era destinata l'opera) fino almeno al XVIII secolo, quando anche in questo ruolo il latino fu sostituito dalle varie lingue nazionali (francese, inglese, tedesco ecc.).
A causa di ciò la maggior parte dei documenti (libri, manoscritti, epigrafi, ecc.) prodotti in lingua latina non risalgono al periodo classico (i cui testi ammontano a circa 600 unità), bensì a periodi successivi, ovvero il Medioevo e l'età moderna. Studi recenti hanno infatti rivelato l'esistenza di un patrimonio letterario che conta oltre 18 000 testi accertati, la maggior parte dei quali resta tuttora inedita. Il latino fu una lingua ampiamente utilizzata dal movimento della Repubblica delle Lettere.

### Età contemporanea

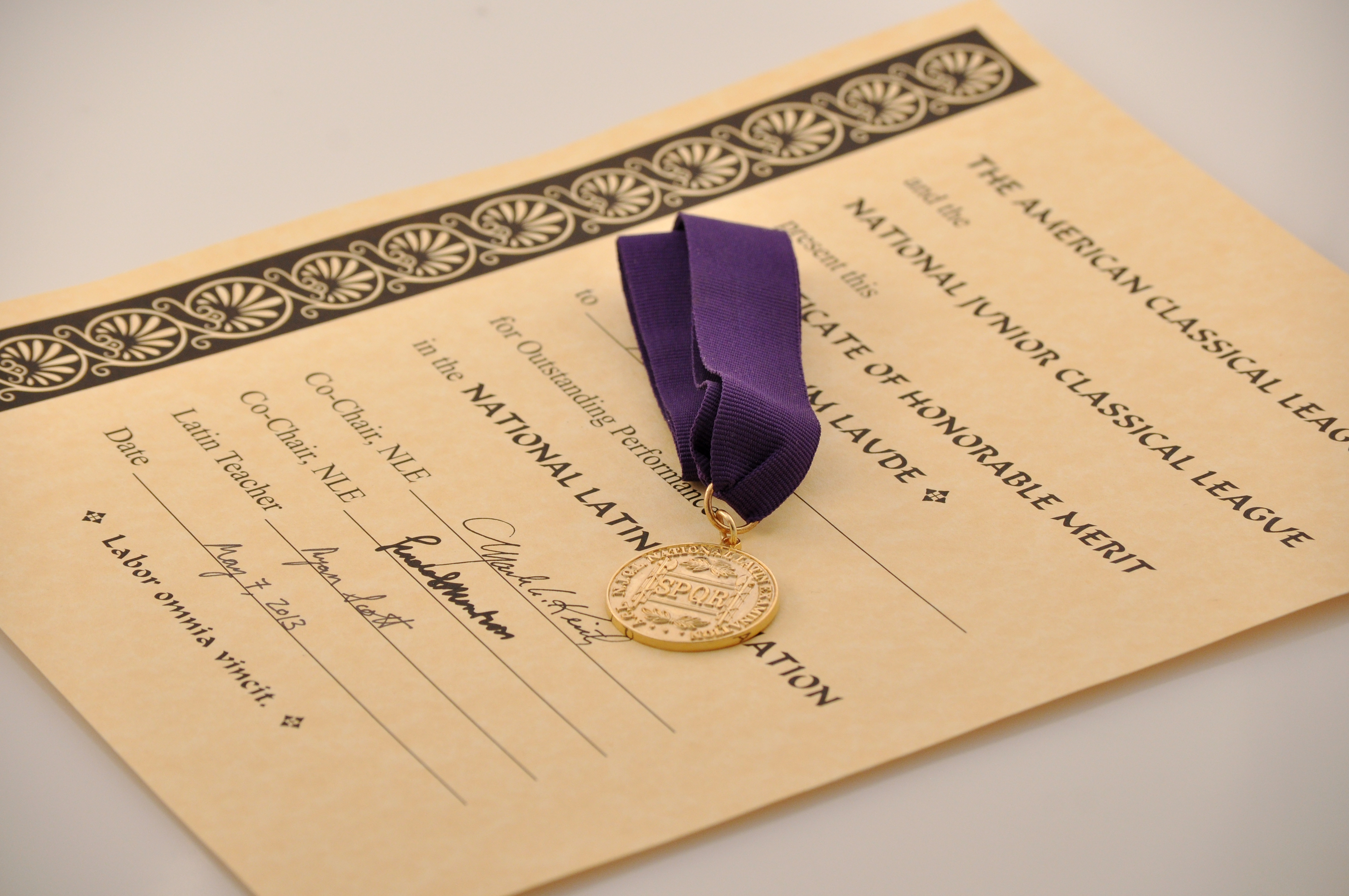
Medaglia d'oro e diploma dell'Esame nazionale di latino

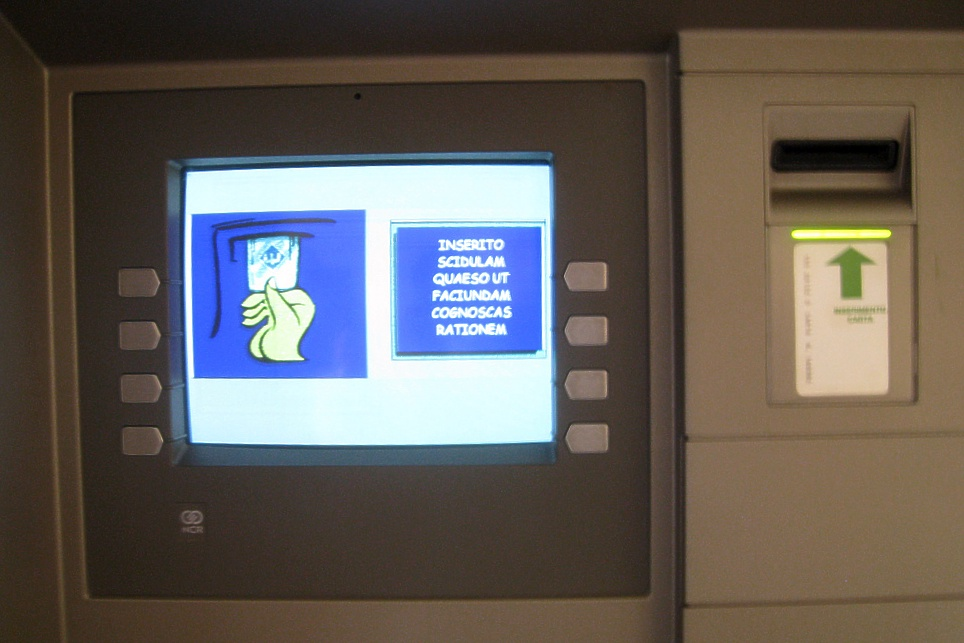
Bancomat con istruzioni in latino del Vaticano.

Il latino è a tutt'oggi materia di studio in Italia in alcuni licei (liceo classico, primi due anni del liceo linguistico, indirizzi tradizionali del liceo scientifico e del liceo delle scienze umane), ma anche in alcune scuole superiori svizzere, spagnole, francesi, inglesi, lussemburghesi, tedesche, statunitensi, greche, russe, belghe, olandesi, croate e romene. Il primo canale radiofonico della televisione di stato finlandese Yleisradio (Yle), nell'ambito delle sue emissioni internazionali, trasmette regolarmente Nuntii Latini, un notiziario in latino ascoltabile in tutto il mondo e reso disponibile su Internet. Un altro esempio è Radio FREI da Erfurt (Germania) che trasmette in latino una volta alla settimana per un quarto d'ora. La trasmissione si chiama Erfordia Latina.
Si tengono esami e certificazioni incentrati sulla conoscenza del latino in varie nazioni quali l'esame nazionale di latino e il National Latin Examination e competizioni quali il Certamen Ciceronianum Arpinas che si svolge annualmente ad Arpino, città natale di Marco Tullio Cicerone, e il Certamen Viterbiense della Tuscia, che si svolge ogni anno a Viterbo, competizione sia di latino che di greco classico.
Il 22 febbraio 1962, papa Giovanni XXIII promulgò solennemente la Costituzione Apostolica "Veterum Sapientia", preconizzando un "Pontificium Institutum Altioris Latinitatis" poi effettivamente fondato da papa Paolo VI il 22 febbraio 1964. La direzione fu affidata alla Società Salesiana di San Giovanni Bosco, con sede in Piazza Ateneo Salesiano in Roma, sotto la guida del primo rettore Alfons Stickler, il cui scopo specifico è ancora oggi la formazione di docenti in grado di insegnare, con metodologia viva, il latino negli istituti accademici della Chiesa cattolica. Il latino è ancora oggi lingua ufficiale della Santa Sede, benché lo Stato della Città del Vaticano utilizzi come lingua corrente l'italiano, riservando l'uso del latino ai documenti ufficiali. Lo stesso sito ufficiale della Città del Vaticano è disponibile in latino, come pure i bancomat presenti sul territorio. L'unico sportello bancomat dello IOR, presente nella Città del Vaticano, ad esempio, ha un menù con la possibilità di scelta tra italiano, inglese, francese, spagnolo, tedesco e latino oltre alla schermata di benvenuto, sempre in latino, che recita Inserito scidulam quaeso ut faciundam cognoscas rationem. Papa Leone XIV  ha un profilo X in latino con oltre 1 milione di seguaci.
Il motto ufficiale dell'Unione europea e l'ex motto ufficiale degli Stati Uniti d'America sono in latino: rispettivamente In varietate concordia e E pluribus unum. La Svizzera, per evitare preferenze fra le sue quattro lingue nazionali, è chiamata ufficialmente Confoederatio Helvetica (da Helvetia), sebbene il latino non sia utilizzato a scopi amministrativi.
Articoli e volumi sulla didattica del latino sono stati pubblicati in Italia da Italo Lana, Alfonso Traina, Germano Proverbio.

### Attualmente
Il termine latino moderno designa ora una versione aggiornata e semplificata dell'interlingua, che aspira a unire i popoli della famiglia linguistica latina attraverso una lingua di comprensione quasi totale senza studio precedente. Attualmente esiste una comunità su Internet composta da vari filologi e specialisti di diversi paesi che codificano e diffondono questa nuova lingua ausiliaria.
Questa lingua standard ha avuto inizio nel 2006, proposta dal filologo Jordi Cassany Bates, ed è promossa e sviluppata collettivamente nel progetto Vía Neolatina, composto da specialisti e filologi di vari paesi. Una grammatica e un dizionario sono stati pubblicati nel 2019, Grammatica essenziale neolatina, che rappresenta una riforma di una grammatica precedente pubblicata nel 2012. Da allora, la comunità di studenti e parlanti di neolatino è cresciuta grazie a Internet, in gruppi su Facebook, Instagram, Reddit, Telegram e Discord. Ci sono diversi blog dedicati a questa lingua, come Voces Neolatinas, La Gabbia o Mondo Neolatino. La lingua è stata presentata all'Università di Barcellona nel 2011 e all'Università di Kiel nel 2017, e al Primo Congresso di Lingua Intereslavica nel 2017 a Staré Město (Repubblica Ceca).
Nel 2022 si è tenuto un Congresso Internazionale sul Romanzo Neolatino, al fine di promuovere il progetto e studiare lo standard pan-romanzo da diverse prospettive, raccogliendo contributi critici da parte di filologi e linguisti pan-romanzo. Detto congresso si è tenuto il 22 maggio presso l'Università di Valencia.

## Sistema di scrittura
I grafi dell'alfabeto latino sono derivati da un alfabeto greco occidentale (quello di Cuma), che a sua volta derivava da quello fenicio; da alcune caratteristiche dell'alfabeto latino sembrerebbe trasparire peraltro un'intermediazione da parte dell'alfabeto etrusco (ad esempio, l'originaria mancanza in latino di una distinzione grafica tra occlusiva velare sorda e sonora, entrambe notate con lo stesso segno 'C'; tale distinzione, presente nell'alfabeto greco, è invece assente in quello etrusco).
«Uno dei problemi più interessanti è quello delle tracce scarsissime lasciate nel latino dall'etrusco, in confronto con quelle più notevoli lasciate dal celtico e dall'osco-umbro. Già avvertiva Bianco Bianchi nel 1869 che sul latino d'Etruria la lingua etrusca "se non giovò, poco gli nocque, perché essendo lingua troppo diversa non poteva assimilarsi al latino, mentre nella bassa Italia, dove si parlarono  linguaggi prossimi al latino, vivono oggi dialetti nel sistema fonetico più corrotti del toscano"»
Originariamente le lettere avevano un'unica forma, corrispondente alla nostra maiuscola, cui si affiancavano delle varianti corsive per la scrittura quotidiana; le minuscole furono introdotte solo durante il Medioevo. Questo alfabeto è stato adottato e utilizzato nel corso dei secoli, con varie modificazioni, dalle lingue romanze e dal celtico, germanico, baltico, finnico, e molte lingue slave (polacco, slovacco, sloveno, croato e ceco), così come per altre lingue non europee come l'indonesiano, il vietnamita, e la famiglia linguistica niger-kordofaniana.
Queste erano le lettere:
A B C D E F (Z) (G) H I (K) L M N O P Q R S T V X (Y) (Z)
La lettera G, come detto, inizialmente non esisteva in latino, al suo posto veniva utilizzato il grafema C: Una piccola conseguenza di questa assenza era rimasta anche nel periodo classico nelle abbreviazioni «C.» per Gaivs e «Cn.» per Gnaevs: lo stesso nome Gaivs presenta la forma alternativa Caivs ([ˈɡa.jus]). A sua volta il grafema Z sostituiva la lettera C, dato che il latino non possedeva in origine una fricativa alveolare sonora.
Secondo Plutarco la G latina venne creata a metà del III secolo a.C. da Spurio Carvilio, modificando il segno C. Le ultime due lettere vennero aggiunte alla fine dell'età repubblicana per trascrivere i grecismi che contenevano i fonemi /y/ e /d͡z/, inesistenti nel latino classico.
Il latino classico non conosceva il suono /v/: dove oggi noi pronunciamo questo suono, allora si pronunciava l'approssimante labiovelare sonora [w]. Il suono della fricativa labiodentale sonora [v] si sviluppò solo nel latino tardo. A causa di questo, i Latini segnavano sia la vocale che la semiconsonante col solo simbolo V, come accade anche in italiano con U/u; l'introduzione dei caratteri U e v risale al Rinascimento, ed è opera dell'umanista Pierre de la Ramée, come anche l'introduzione della lettera J, j con valore di I semiconsonante [j]. I caratteri U, v, J e j sono perciò noti come lettere ramiste.
In Italia prevale una pronuncia del latino consolidata dalla Chiesa cattolica e che si rifà ad una pronuncia più tarda di quella classica. All'estero invece prevale la cosiddetta prōnuntiātiō restitūta, ovvero una pronuncia che si ritiene essere molto simile a quella del latino classico, della quale queste sono le principali caratteristiche:
- non esistendo il suono [v] fricativo, il segno grafico 'V' è pronunciato come [u] o [w] (u semivocalica): ad esempio VVA (uva) è pronunciato ['uwa]; idem VINVM (vino), pronunciato [winum] e via dicendo.
- la 'T' seguita da 'I' si pronuncia [t]: ad esempio GRATIA (grazia) si pronuncia ['grati̯a].
- i dittonghi 'AE' e 'OE' si pronunciano rispettivamente [aɛ̯] e [ɔɛ̯]: ad esempio CAESAR (Cesare) si pronuncia ['kaɛ̯sar]. L'uso delle legature Æ e Œ è medievale e deriva dal tentativo di trascrivere una pronuncia monottongata pur mantenendo due lettere.
- la lettera 'H' impone aspirazione ad inizio parola (forse non nel corpo) e 'PH', 'TH' e 'CH', traslitterazioni delle lettere greche φ, θ e χ, si devono pronunciare come una [p], [t] o [k] accompagnata da aspirazione; successivamente la pronuncia di 'PH' suonerà [f], e analogamente 'PPH', traslitterazione del gruppo greco πφ, non si pronuncerà più [ppʰ], ma [fː].
- la 'Y' è la trascrizione dell'omonimo segno greco; per tale motivo va pronunciata [y] (come una u francese o una ü tedesca oppure anche come u lombarda).
- il gruppo 'VV' (cioè 'UU') seguito da consonante si pronuncia [wɔ]~[wo:] (tendenza colta) oppure come una sola [u] (tendenza popolare) nel gruppo 'QVV' (o 'GVV'), dove la prima 'V' non fa sillaba, oppure [uo] dove le due vocali sono intese come due vere e proprie vocali: ad esempio EQVVS (cavallo) si pronuncia ['ɛkwɔs] oppure ['ɛkus]. Anche le grafie, a quanto dicono varie fonti (Quintiliano e Velio Longo, ad esempio), attestano questa situazione: il gruppo 'VV' era anche scritto 'VO' fino a tutta l'epoca augustea; il gruppo 'QVV' (e di conseguenza 'GVV') nel I secolo d.C. aveva la doppia grafia 'QVO', pronunciata [kwɔ], e 'QVV', pronunciata [ku].[18].
- la lettera 'S' si pronuncia sempre [s], cioè sorda, come nella parola italiana sasso e come avviene ancora oggi nello spagnolo e in tutte le varietà regionali dell'italiano eccetto quelle settentrionali: ad esempio ROSA si pronuncia ['rɔsa].
- le consonanti 'C' e 'G' hanno soltanto suono velare, cioè si pronunciano sempre [k] e [g], e mai [tʃ] e [dʒ], per cui ad esempio ACCIPIO si pronuncerà [ak'kipio] e non [at'tʃipio].

Vale la pena osservare che la Chiesa cattolica ha acquisito il latino parlato dal popolo, e non ha inventato una nuova pronuncia: non a caso infatti la pronuncia ecclesiastica coincide quasi del tutto con quella dell'italiano moderno, poiché le modifiche nella fonetica latina, sebbene non riflesse nella scrittura, si sono conservate nella lingua oralmente fino ai primi scritti in italiano. Inoltre, come succede anche oggi per tutte le lingue parlate in vastissimi territori, la pronuncia di certi suoni può essere diversa da località a località. Non si può quindi escludere a priori che la pronuncia ecclesiastica e la pronuntiatio restituta coesistessero nello stesso periodo in regioni diverse o anche negli stessi luoghi, però in ceti diversi della popolazione e molto più probabilmente in epoche diverse.

### Vocali
|                 | Brevi           | Lunghe      | Brevi       | Lunghe    | Brevi    | Lunghe   | Brevi      | Lunghe     |
|                 | Anteriori       | Anteriori   | Anteriori   | Anteriori | Centrali | Centrali | Posteriori | Posteriori |
| Non arrotondate | Non arrotondate | Arrotondate | Arrotondate |           | Centrali | Centrali | Posteriori | Posteriori |
| --------------- | --------------- | ----------- | ----------- | --------- | -------- | -------- | ---------- | ---------- |
| Chiuse          | i               | iː          | y           | yː        | (ɨ)      |          | u          | uː         |
| Medie           | ɛ               | ɛː          |             |           |          |          | ɔ          | ɔː         |
| Aperte          |                 |             |             |           | a        | aː       |            |            |

### Dittonghi
| ae | /aɛ̯/, come Caesar (Cesare)                              |
| oe | /ɔɛ̯/, come poena (pena)                                 |
| av | /aʊ̯/, come avrvm (oro) /ɐʊ̯rʊ̃m/                          |
| vi | /ui̯/, come cvi (cui)                                    |
| vv | /wɔ/, come eqvvs (cavallo)                              |
| ei | /ɛi̯/, come ei (a lui/lei/esso)                          |
| ev | /ɛʊ̯/ (solo in grecismi), come evripos (stretto di mare) |
| yi | yi̯ (solo in grecismi), come harpyia (arpia)             |

In latino classico non ci sono veri e propri dittonghi formati da una vocale asillabica (semiconsonante) e una vocale sillabica (con la possibilità di iato), ossia dittonghi ascendenti, come in italiano e spagnolo (tranne i casi qu+vocale /kw/; spesso, ma non sempre, gu+vocale /gw/; nella radice IE swad, per es.: svādēre /swa:'de:re/ e svāvis (suavis) /'swa:wis/).
Essi sono tutti del tipo "vocale lunga modulata", ossia dittonghi discendenti, come in inglese e greco attico. Tuttavia in alcune posizioni si possono avere nei registri più bassi dittonghi di tipo semivocalico anche in latino: è il caso delle cosiddette "vocali in iato" che nelle lingue romanze hanno dato origini a consonanti palatali (inesistenti in latino classico): per esempio -eum in olevm e -ium in basivm.
Non è probabilmente il caso di abietem (quadrisillabo in latino) che in metrica appare talvolta come trisillabo con lo jod però che costituisce l'attacco della seconda sillaba, chiudendo la prima sillaba e rendendola lunga: quindi ab-je-te(m) e non *a-bje-te(m).

### Consonanti
|               | Bilabiale | Labiodentale | Alveolare | Postalveolare | Palatale | Velare | Glottidali | Labiovelare | Aspirate |
| ------------- | --------- | ------------ | --------- | ------------- | -------- | ------ | ---------- | ----------- | -------- |
| Nasali        | m         |              | n         |               |          | (ŋ)    |            |             |          |
| Occlusive     | p b pʰ    |              | t d tʰ    |               | (cɟ)     | k g kʰ |            | kʷ gʷ       |          |
| Fricative     | (ɸ β)     | f            | s (z)     |               |          | (x ɣ)  | h          |             |          |
| Affricate     |           |              | d͡z        |               |          |        |            |             |          |
| Vibranti      |           |              | r         |               |          |        |            |             |          |
| Laterali      |           |              | l         |               |          | (ɫ)    |            |             |          |
| Approssimanti |           |              |           |               | j        |        |            | w           |          |

Note: le labiovelari sono /kw/ e /gw/ ma realizzate spesso con un unico fono [kʷ] e [ɡʷ] con componente sia velare che labiale.
Le nasali hanno il punto di articolazione omorganico alla consonante successiva.

## I tempi verbali
Nella lingua latina esistono due categorie di tempi verbali, ovvero i tempi principali e i tempi storici.
- tempi principali sono i tempi del presente e del futuro (il presente, il perfetto logico con valore di presente, il futuro semplice e quello anteriore);
- tempi storici invece sono i tempi del passato (l'imperfetto, il perfetto storico e il piuccheperfetto).

Esistono inoltre tre tipi di rapporti tra la proposizione subordinata e la sua reggente, ovvero i rapporti di contemporaneità, anteriorità e posteriorità.
Contemporaneità
- Contemporaneità rispetto ad un tempo principale

| «His imperat ut castra de improviso adoriantur. (Cesare)»  |
| «Comanda loro di attaccare all'improvviso l'accampamento.» |

- Contemporaneità verso un tempo storico

| «Litteras ad C. Fabium mittit ut in fines Suessionum legiones adduceret. (Irzio)»   |
| «Manda una lettera a Gaio Fabio che porti le legioni nel territorio dei Suessioni.» |

Anteriorità
- Anteriorità rispetto ad un tempo principale

| «Quaerimus etiam quid iste in extremis Pamphyliae partibus fecerit. (Cicerone)»        |
| «Ci chiediamo anche che cosa abbia fatto costui nelle estreme regioni della Panfilia.» |

Posteriorità
- Posteriorità rispetto ad un tempo storico

| «Adhuc erat valde incertum qui consules futuri essent. (Cicerone)» |
| «C'era ancora molta incertezza su chi sarebbero stati i consoli.»  |

## Diffusione e utilizzo
Il latino acquistò grande importanza con l'espansione dello Stato romano e in quanto lingua ufficiale dell'Impero si radicò in gran parte dell'Europa e dell'Africa settentrionale. Tutte le lingue romanze discendono dal latino volgare, ma parole di origine latina si trovano spesso anche in molte lingue moderne di altri ceppi: questo perché anche dopo la disgregazione del territorio imperiale governato da Roma, per più di un millennio il latino fu, nel mondo occidentale, la lingua della cultura. Quando venne meno questa sua funzione, intorno al XVII e al XVIII secolo, essa fu assunta dalle lingue vive europee del tempo e, in alcuni ambiti letterari (memorialistica in particolare) e nella diplomazia, dal francese. Quest'ultima, essendo una lingua romanza, continuò a promuovere parole di origine latina negli altri idiomi fino ai primi decenni del Novecento, allorquando si andò gradualmente imponendo in Europa e nel mondo, come lingua franca, l'inglese, che pur essendo di ceppo germanico presenta, soprattutto nel lessico, un gran numero di termini di origine latina, grazie alla diffusione dei termini dotti trasmessi dai monaci predicatori cristiani e più tardi alla conquista dell'Inghilterra da parte dei Normanni francesizzati e dei loro eredi Plantageneti.
In seguito alla conoscenza dell'America dopo il 1492 e alla politica coloniale degli stati europei, alcune lingue romanze (spagnolo, francese, portoghese e, in misura minore, italiano) unitamente ad altri idiomi dell'Europa occidentale in cui l'impronta latina era forte, fra cui l'inglese, si erano poi diffuse in gran parte del mondo.
La lingua latina si è sviluppata grazie anche al contributo di tutte le lingue dei popoli con cui è entrata in contatto durante l'epoca romana, e in particolare con gli idiomi italici, l'idioma etrusco e con quelli parlati nel Mediterraneo orientale (soprattutto il greco).
Le lingue romanze con maggiore somiglianza al latino sono il sardo per la pronuncia, l'italiano per il lessico, il romeno per la struttura grammaticale (sono presenti declinazioni).
La lingua latina ecclesiastica è lingua coufficiale nella Santa Sede; la Chiesa cattolica ha usato il latino come principale lingua liturgica fino al Concilio Vaticano II.
In Italia è insegnato nei licei classici, nei licei scientifici, nei licei delle scienze umane e nei licei linguistici, benché il suo studio sia stato ridimensionato considerevolmente dalla Riforma Gelmini dal 2011.
In Europa Orientale i nomi delle medicine sono dati anche in latino, così come nel campo dell'omeopatia.
Il latino è ampiamente usato in astronomia, per i nomi ufficiali delle costellazioni (es. Ursa Maior), per i nomi ufficiali dei pianeti (es. Iuppiter) e per le caratteristiche superficiali dei vari corpi celesti, tra cui i crateri e i monti della Luna. È inoltre utilizzato nelle scienze giuridiche poiché varie locuzioni e brocardi latini sono tutt’oggi alla base dello studio del diritto moderno, in parte derivante dal diritto romano. La sua importanza è dovuta al fatto che è la lingua letteraria scritta della cultura occidentale fino al XIX secolo.
L'insegnamento del latino è stato abolito dalle scuole medie italiane nel 1978.

### Corsi di lingua e manualistica
- Francesco Della Corte, Avviamento allo studio delle lettere latine, Genova, 1972  [1952].
- Lao Paoletti, Corso di lingua latina. I. Fonetica, Morfologia, Sintassi, Paravia, Torino, 1974, 16ª rist. 1987 pp. 604. ISBN 8839503870
- Nicola Flocchini, Piera Guidotti Bacci, Marco Moscio, Nuovo Comprendere e tradurre, Milano, Bompiani, 2001
- Pierre Monteil, Éléments de phonétique et de morphologie du latin, Nathan, 1970.
- Alfonso Traina, Luciano Pasqualini, Morfologia latina, Cappelli, Bologna, 1985 [1970]
- Alfonso Traina, Tullio Bertotti, Sintassi normativa della lingua latina, Bologna, Cappelli, 2003 (1ª ed. 1965-1973)

### Linguistica
- Alfonso Traina e Giorgio Bernardi Perini, Propedeutica al latino universitario, a cura di Claudio Marangoni, 6ª ed., Bologna, Pàtron, 1998.
- Alfonso Traina, L'alfabeto e la pronunzia del latino, 5ª ed., Bologna, Pàtron, 2002  [1957], ISBN 88-555-2637-5.
- Moreno Morani, Introduzione alla linguistica latina, Lincom Europa, 2000

### Didattica
- Germano Proverbio, Lingue classiche alla prova: note storiche e teoriche per una didattica, Bologna, Pitagora, 1981
- Germano Proverbio, La didattica del latino: prospettive, modelli e indicazioni metodologiche per lo studio e l'insegnamento della lingua e della cultura latina, Foggia, Atlantica, 1987
- Italo Lana (a cura di), Il latino nella scuola secondaria, La Scuola, Brescia, 1990
- Maria-Pace Pieri, La didattica del latino, Roma, Carocci, 2005

### Saggistica
- Cesare Marchi, Siamo tutti latinisti, Milano, Rizzoli, 1986
- Enzo Mandruzzato, Il piacere del latino. Per ricordarlo, impararlo, insegnarlo, Milano, Mondadori, 1989
- Enzo Mandruzzato, I segreti del latino, Milano, Mondadori, 1991
- Karl-Wilhelm Weeber, Mit dem Latein am Ende? Tradition mit Perspektiven, Vandenhoeck & Ruprecht, Göttingen 1998, ISBN 3-525-34003-6.
- Nicola Gardini, Viva il latino. Storie e bellezza di una lingua inutile, Milano, Garzanti, 2016, ISBN 978-88-11-68898-3
- Ivano Dionigi, Il presente non basta. La lezione del latino, Mondadori, 2016.
- Lorenzo Ieva, Il latino come lingua dell'Europa unita. Studio sul regime linguistico dell'U. E., Napoli, Editoriale scientifica, 2009